# Höchstetten
Höchstetten es una comuna suiza del cantón de Berna, situada en el distrito administrativo del Emmental. Limita al norte con la comuna de Heinrichswil-Winistorf (SO), al este con Hellsau, al sur con Alchenstorf, y al oeste con Koppigen y Willadingen.
Hasta el 31 de diciembre de 2009 situada en el distrito de Burgdorf.

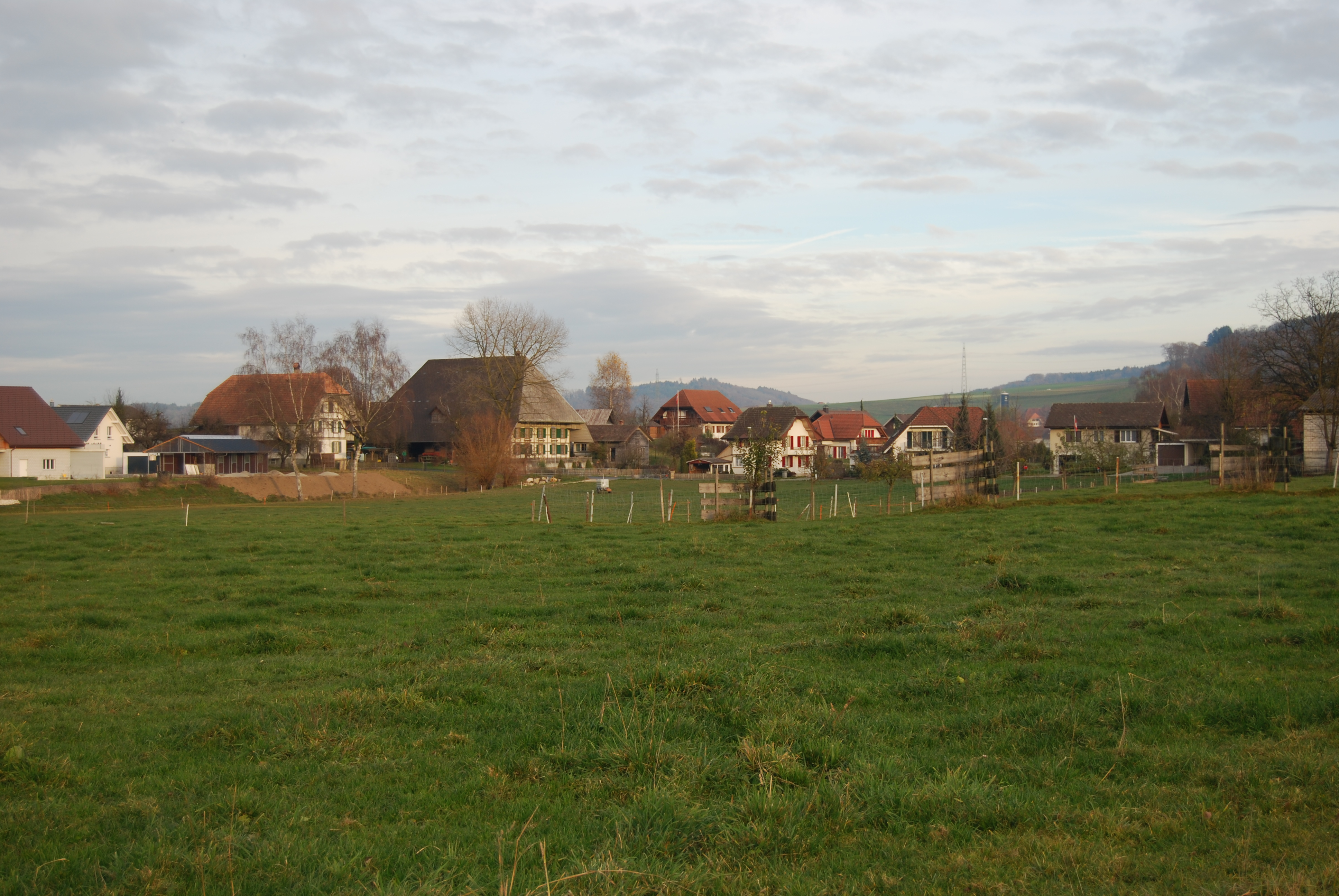
Höchstetten